# NHL Heritage Classic 2022

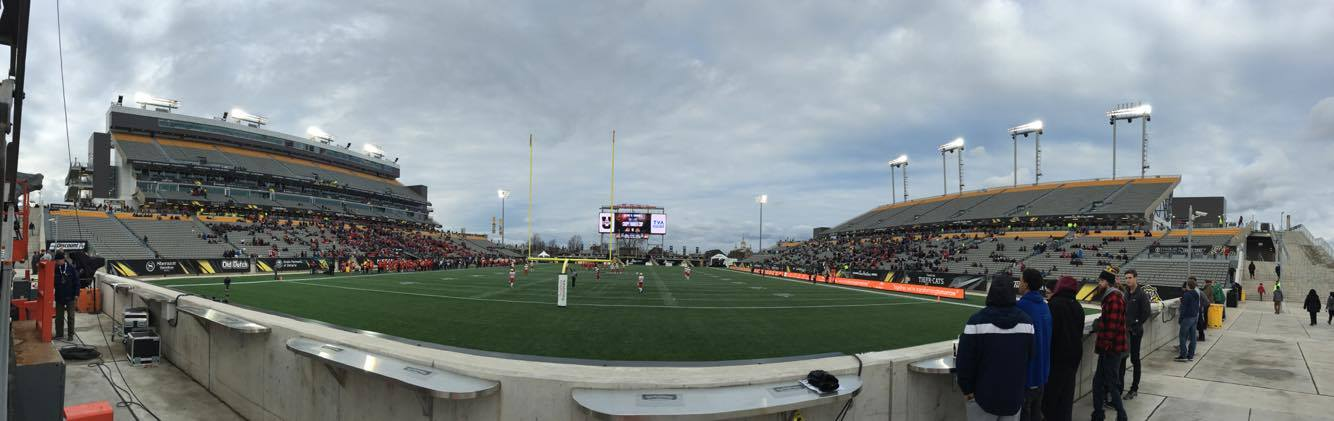
Arenan som stod värd för sportarrangemanget.

Tim Hortons NHL Heritage Classic 2022 var ett sportarrangemang i den nordamerikanska ishockeyligan National Hockey League (NHL) där en grundspelsmatch spelades utomhus mellan Buffalo Sabres och Toronto Maple Leafs på Tim Hortons Field i Hamilton, Ontario i Kanada den 13 mars 2022. Det var första gången som en amerikansk medlemsorganisation deltog i Heritage Classic. Sabres var också listad som hemmalag trots att matchen spelades i Maple Leafs hemmaprovins Ontario, varför detta upplägg är dock ej klarlagt.

## Matchen

### Laguppställningarna
| Vänsterforwards   | Centrar           | Högerforwards     |
| ----------------- | ----------------- | ----------------- |
| Jeff Skinner      | Tage Thompson     | Alex Tuch         |
| Victor Olofsson   | Casey Mittelstadt | Kyle Okposo (A)   |
| Peyton Krebs      | Dylan Cozens      | Vinnie Hinostroza |
| Rasmus Asplund    | Cody Eakin        | John Hayden       |
| Backar            |                   | Backar            |
| Rasmus Dahlin (A) |                   | Henri Jokiharju   |
| Henrik Samuelsson |                   | Jacob Bryson      |
| Robert Hägg       |                   | Mark Pysyk (A)    |
|                   | Målvakter         |                   |
|                   | Craig Anderson    |                   |
|                   | Dustin Tokarski   |                   |
|                   | Tränare           |                   |
|                   | Don Granato       |                   |

| Vänsterforwards   | Centrar             | Högerforwards     |
| ----------------- | ------------------- | ----------------- |
| Michael Bunting   | Auston Matthews (A) | Mitch Marner      |
| Ondřej Kaše       | John Tavares (C)    | William Nylander  |
| Ilja Michejev     | David Kämpf         | Pierre Engvall    |
| Alexander Kerfoot | Jason Spezza        | Wayne Simmonds    |
| Backar            |                     | Backar            |
| Morgan Rielly (A) |                     | Timothy Liljegren |
| Rasmus Sandin     |                     | Ilja Ljubusjkin   |
| T.J. Brodie       |                     | Justin Holl       |
|                   | Målvakter           |                   |
|                   | Petr Mrázek         |                   |
|                   | Erik Källgren       |                   |
|                   | Tränare             |                   |
|                   | Sheldon Keefe       |                   |

### Resultatet
| 942 | 13 mars 2022 | Buffalo Sabres | 5 – 2   | Toronto Maple Leafs | Tim Hortons Field | |
|     |              | Första perioden: — Andra perioden: Peyton Krebs (01:22) Assists: Hinostroza, Hägg Vinnie Hinostroza (10:53) Assists: Thompson, Samuelsson Tredje perioden: Vinnie Hinostroza (05:16) Peyton Krebs (13:49) Assists: Cozens, Okposo Tage Thompson (17:35) | Rapport | Första perioden: — Andra perioden: (00:40) Ondřej Kaše Assists: Nylander, Tavares (02:57) Auston Matthews Assists: Kerfoot, Brodie Tredje perioden: — | Hamilton, Ontario, Kanada Publik: 26 119 Domare: T.J. Luxmore, Kelly Sutherland Linjedomare: Devin Berg, Mark Shewchyk | Hamilton, Ontario, Kanada Publik: 26 119 Domare: T.J. Luxmore, Kelly Sutherland Linjedomare: Devin Berg, Mark Shewchyk |
|     |              | |         | | Hamilton, Ontario, Kanada Publik: 26 119 Domare: T.J. Luxmore, Kelly Sutherland Linjedomare: Devin Berg, Mark Shewchyk | Hamilton, Ontario, Kanada Publik: 26 119 Domare: T.J. Luxmore, Kelly Sutherland Linjedomare: Devin Berg, Mark Shewchyk |
|     |              | |         | | Hamilton, Ontario, Kanada Publik: 26 119 Domare: T.J. Luxmore, Kelly Sutherland Linjedomare: Devin Berg, Mark Shewchyk | Hamilton, Ontario, Kanada Publik: 26 119 Domare: T.J. Luxmore, Kelly Sutherland Linjedomare: Devin Berg, Mark Shewchyk |

#### Matchstatistik
|                     | Buffalo Sabres | Toronto Maple Leafs |
| ------------------- | -------------- | ------------------- |
| Powerplay           | 0/4            | 0/3                 |
| Tacklingar          | 30             | 30                  |
| Vunna tekningar (%) | 39             | 62                  |
| Blockerade skott    | 17             | 7                   |
| Utvisningsminuter   | 30             | 32                  |

| Period | Buffalo Sabres | Toronto Maple Leafs |
| ------ | -------------- | ------------------- |
| Första | 14             | 9                   |
| Andra  | 9              | 18                  |
| Tredje | 15             | 9                   |
| Totalt | 38             | 36                  |

#### Utvisningar
| Spelare           | Utvisning       | Utvisningsminuter | Tid             |
| Första perioden   | Första perioden | Första perioden   | Första perioden |
| ----------------- | --------------- | ----------------- | --------------- |
| Vinnie Hinostroza | Roughing        | 02:00             | 18:04           |
| Henri Jokiharju   | Roughing        | 02:00             | 18:04           |
| Andra perioden    |                 |                   |                 |
| John Hayden       | Hakning         | 02:00             | 05:53           |
| Tredje perioden   |                 |                   |                 |
| Rasmus Dahlin     | Cross-checking  | 02:00             | 14:55           |
| Kyle Okposo       | Tripping        | 02:00             | 16:41           |
| Tage Thompson     | Matchstraff     | 10:00             | 18:17           |
| Dylan Cozens      | Matchstraff     | 10:00             | 18:17           |
| Källa:            |                 |                   |                 |

| Spelare                                            | Utvisning       | Utvisningsminuter | Tid             |
| Första perioden                                    | Första perioden | Första perioden   | Första perioden |
| -------------------------------------------------- | --------------- | ----------------- | --------------- |
| Pierre Engvall                                     | Roughing        | 2:00              | 18:04           |
| Andra perioden                                     |                 |                   |                 |
| Ilja Ljubusjkin                                    | Hakning         | 2:00              | 18:35           |
| Tredje perioden                                    |                 |                   |                 |
| Timothy Liljegren                                  | Tripping        | 02:00             | 01:38           |
| T.J. Brodie                                        | Hakning         | 02:00             | 08:49           |
| Auston Matthews                                    | Cross-checking  | 02:00             | 14:55           |
| Michael Bunting                                    | Roughing        | 02:00             | 18:17           |
| Michael Bunting                                    | Matchstraff     | 10:00             | 18:17           |
| Ilja Michejev                                      | Matchstraff     | 10:00             | 18:17           |
| Termer: Förseelser som leder till utvisningsstraff |                 |                   |                 |

### Statistik

#### Buffalo Sabres

##### Utespelare
| Spelare            | Mål | Assists | Poäng | +/− | Utvisningsminuter | Skott | Vunna tekningar (%) | Tacklingar | Tid på isen |
| ------------------ | --- | ------- | ----- | --- | ----------------- | ----- | ------------------- | ---------- | ----------- |
| Vinnie Hinostroza  | 2   | 1       | 3     | +3  | 2                 | 5     | —                   | 1          | 13:48       |
| Peyton Krebs       | 2   | 0       | 2     | +4  | 0                 | 2     | 50                  | 0          | 14:20       |
| Tage Thompson      | 1   | 1       | 2     | +1  | 10                | 4     | 38                  | 1          | 18:38       |
| Dylan Cozens       | 0   | 1       | 1     | +3  | 10                | 1     | 43                  | 2          | 15:42       |
| Robert Hägg        | 0   | 1       | 1     | +2  | 0                 | 0     | —                   | 4          | 14:32       |
| Kyle Okposo        | 0   | 1       | 1     | 0   | 2                 | 2     | 50                  | 2          | 16:58       |
| Mattias Samuelsson | 0   | 1       | 1     | +2  | 0                 | 0     | —                   | 6          | 20:59       |
| Rasmus Asplund     | 0   | 0       | 0     | -1  | 0                 | 1     | —                   | 0          | 09:57       |
| Jacob Bryson       | 0   | 0       | 0     | +1  | 0                 | 0     | —                   | 1          | 17:18       |
| Rasmus Dahlin      | 0   | 0       | 0     | 0   | 2                 | 5     | —                   | 1          | 23:35       |
| Cody Eakin         | 0   | 0       | 0     | 0   | 0                 | 1     | 40                  | 1          | 11:37       |
| John Hayden        | 0   | 0       | 0     | -1  | 2                 | 0     | 0                   | 1          | 09:13       |
| Henri Jokiharju    | 0   | 0       | 0     | 0   | 2                 | 3     | —                   | 3          | 24:51       |
| Casey Mittelstadt  | 0   | 0       | 0     | -1  | 0                 | 1     | 33                  | 1          | 16:19       |
| Victor Olofsson    | 0   | 0       | 0     | -1  | 0                 | 2     | —                   | 1          | 14:04       |
| Mark Pysyk         | 0   | 0       | 0     | +1  | 0                 | 1     | —                   | 1          | 13:06       |
| Jeff Skinner       | 0   | 0       | 0     | 0   | 0                 | 6     | 33                  | 2          | 18:07       |
| Alex Tuch          | 0   | 0       | 0     | +1  | 0                 | 4     | —                   | 2          | 18:32       |
| Källa:             |     |         |       |     |                   |       |                     |            |             |

##### Målvakt
| Spelare        | Skott mot sig | Räddningar | Insläppta mål | Räddningsprocent | Utvisningsminuter | Tid på isen |
| -------------- | ------------- | ---------- | ------------- | ---------------- | ----------------- | ----------- |
| Craig Anderson | 36            | 34         | 2             | 0,944            | 0                 | 60:00       |
| Källa:         |               |            |               |                  |                   |             |

#### Toronto Maple Leafs

##### Utespelare
| Spelare           | Mål | Assists | Poäng | +/− | Utvisningsminuter | Skott | Vunna tekningar (%) | Tacklingar | Tid på isen |
| ----------------- | --- | ------- | ----- | --- | ----------------- | ----- | ------------------- | ---------- | ----------- |
| Ondřej Kaše       | 1   | 0       | 1     | 0   | 0                 | 2     | —                   | 4          | 15:02       |
| Auston Matthews   | 1   | 0       | 1     | -2  | 2                 | 5     | 57                  | 3          | 20:26       |
| T.J. Brodie       | 0   | 1       | 1     | 0   | 2                 | 0     | —                   | 3          | 22:13       |
| Alexander Kerfoot | 0   | 1       | 1     | +1  | 0                 | 1     | 100                 | 0          | 12:08       |
| William Nylander  | 0   | 1       | 1     | -1  | 0                 | 3     | —                   | 1          | 18:25       |
| John Tavares      | 0   | 1       | 1     | -2  | 0                 | 3     | 73                  | 3          | 17:54       |
| Michael Bunting   | 0   | 0       | 0     | -2  | 12                | 0     | —                   | 1          | 16:02       |
| Pierre Engvall    | 0   | 0       | 0     | 0   | 2                 | 1     | —                   | 0          | 10:50       |
| Justin Holl       | 0   | 0       | 0     | -1  | 0                 | 1     | —                   | 1          | 23:09       |
| David Kämpf       | 0   | 0       | 0     | -1  | 0                 | 2     | 33                  | 2          | 13:15       |
| Timothy Liljegren | 0   | 0       | 0     | 0   | 2                 | 0     | —                   | 2          | 10:35       |
| Ilja Ljubusjkin   | 0   | 0       | 0     | 0   | 2                 | 1     | —                   | 3          | 15:47       |
| Mitch Marner      | 0   | 0       | 0     | -3  | 0                 | 5     | —                   | 2          | 20:51       |
| Ilja Michejev     | 0   | 0       | 0     | -1  | 10                | 4     | —                   | 1          | 12:52       |
| Morgan Rielly     | 0   | 0       | 0     | -3  | 0                 | 6     | —                   | 0          | 25:29       |
| Rasmus Sandin     | 0   | 0       | 0     | 0   | 0                 | 3     | —                   | 1          | 18:47       |
| Wayne Simmonds    | 0   | 0       | 0     | +1  | 0                 | 1     | —                   | 2          | 08:52       |
| Jason Spezza      | 0   | 0       | 0     | -1  | 0                 | 1     | 75                  | 1          | 10:50       |
| Källa:            |     |         |       |     |                   |       |                     |            |             |

##### Målvakt
| Spelare     | Skott mot sig | Räddningar | Insläppta mål | Räddningsprocent | Utvisningsminuter | Tid på isen |
| ----------- | ------------- | ---------- | ------------- | ---------------- | ----------------- | ----------- |
| Petr Mrázek | 37            | 33         | 4             | 0,892            | 0                 | 58:29       |
| Källa:      |               |            |               |                  |                   |             |